# Лунвож (приток Козлаю)
Лунвож (устар. Лун-Вож) — река в России, протекает по территории Вуктыльского округа в Республике Коми. Правая составляющая реки Козлаю, образует её слившись с рекой Войвож в урочище Верх. Козла. Длина реки составляет 107 км, площадь водосборного бассейна 570 км².
Река начинается в болотах близ границы с муниципальным районом Печора в 63 км к северо-западу от города Вуктыл. Лунвож течёт на юго-восток, всё течение проходит по ненаселённой, заболоченной тундре.
Притоки — Ниавож, Лозвиёль, Тит-Вож, Сотнемьёль, Пармавежасьёль (все левые).
Перед слиянием с Войвожем ширина реки составляет 13 метров, скорость течения 0,8 м/с. Высота устья — 72,7 м над уровнем моря.

## Этимология гидронима
У Коми Лунвож  означает «южный приток», от лун «южный» и вож «приток».

## Данные водного реестра
По данным государственного водного реестра России относится к Двинско-Печорскому бассейновому округу, водохозяйственный участок реки — Печора от водомерного поста у посёлка Шердино до впадения реки Уса, речной подбассейн реки — бассейны притоков Печоры до впадения Усы. Речной бассейн реки — Печора.
Код объекта в государственном водном реестре — 03050100212103000061999.